# Угроруська мова
Угрору́ська мо́ва (угроруський язик, руський язик) — місцевий книжковий варіант української літературної мови Закарпаття, побудований на основі середньозакарпатських говірок з широким залученням елементів церковнослов'янської, російської і навіть угорської мов з метою створити окрему літературну мову для закарпатців.
Термін утворено від книжкового топоніма Угорська Русь, яким у Галичині та Росії з 17 століття називали південні схили Українських Карпат.
Угроруська мова представлена у «Русько-мадярскому словарі» Л. Чопея (1883), «Методичних граматиках угроруського языка» А. Волошина (1907, 1909), у граматичних і правописних правилах Г. Стрипського тощо.
Після розпаду Австро-Угорщини (1918—1919) за окрему угроруську мову виступали мадяронські керівники утворюваної на Закарпатті автономної «Руської Країни», а в роки угорської окупації Закарпаття (1939—1944) — створене в Ужгороді «Подкарпатское общество наук»; форми цієї мови відбивають передусім видані в той час «Грамматика угрорусского языка для середнихъ учебныхъ заведеній» (1940) та «Грамматика руського языка» І. Гарайди (1941).
Термін «угроруська мова» не однозначний. Він частково входить у ширші поняття «русинська мова» та «руська мова».

## Джерело
- Енциклопедія «Українська мова»